# CASP7
CASP7 (англ. Caspase 7) – білок, який кодується однойменним геном, розташованим у людей на короткому плечі 10-ї хромосоми. Довжина поліпептидного ланцюга білка становить 303 амінокислот, а молекулярна маса — 34 277.
| 10         |  | 20         |  | 30         |  | 40         |  | 50         |
| ---------- |  | ---------- |  | ---------- |  | ---------- |  | ---------- |
| MADDQGCIEE |  | QGVEDSANED |  | SVDAKPDRSS |  | FVPSLFSKKK |  | KNVTMRSIKT |
| TRDRVPTYQY |  | NMNFEKLGKC |  | IIINNKNFDK |  | VTGMGVRNGT |  | DKDAEALFKC |
| FRSLGFDVIV |  | YNDCSCAKMQ |  | DLLKKASEED |  | HTNAACFACI |  | LLSHGEENVI |
| YGKDGVTPIK |  | DLTAHFRGDR |  | CKTLLEKPKL |  | FFIQACRGTE |  | LDDGIQADSG |
| PINDTDANPR |  | YKIPVEADFL |  | FAYSTVPGYY |  | SWRSPGRGSW |  | FVQALCSILE |
| EHGKDLEIMQ |  | ILTRVNDRVA |  | RHFESQSDDP |  | HFHEKKQIPC |  | VVSMLTKELY |
| FSQ        |  |            |  |            |  |            |  |            |

A: Аланін

C: Цистеїн

D: Аспарагінова кислота

E: Глутамінова кислота

F: Фенілаланін

G: Гліцин

H: Гістидин

I: Ізолейцин

K: Лізин

L: Лейцин

M: Метіонін

N: Аспарагін

P: Пролін

Q: Глутамін

R: Аргінін

S: Серин

T: Треонін

V: Валін

W: Триптофан

Кодований геном білок за функціями належить до гідролаз, протеаз, тіолових протеаз, фосфопротеїнів. 
Задіяний у таких біологічних процесах, як апоптоз, ацетилювання, альтернативний сплайсинг. 
Локалізований у цитоплазмі.